# Thomas Hodgson
Thomas Vere Hodgson, né à Birmingham en 1864 et mort en 1926, est un naturaliste britannique.

## Biographie
Il occupe un poste au Plymouth Biological Laboratory puis est nommé conservateur de musée du Plymouth Museum (en).
Il participe en 1901, à trente-sept ans, à l'expédition Discovery de Robert Falcon Scott.

## Postérité
Le cap Hodgson (en) sur l'île Black a été nommé en sa mémoire.